# 骨髄バンク支援基金事業団
骨髄バンク支援基金事業団（こつずいバンクしえんききんじぎょうだん）は、骨髄バンクの普及啓発活動を推進する特定非営利活動法人。ドナーの休業補償や保育料の補償の実現化に向けて取り組む。機関紙「バンク支援」を発刊しており、著名人の寄稿なども受ける。

## 組織
- 京都事務局 - 京都府八幡市八幡植松16
- 東京事務局 - 東京都豊島区東池袋4-23-17
- 理事長  - 中井英貴